# Yazd
Yazd of Yezd (Perzisch: یزد) is een stad in Iran en de hoofdstad van de provincie Yazd. Het is een van de oudste steden van Iran en een centrum van het Zoroastrisme. Sinds 2017 is de stad Unesco-Werelderfgoed.
De stad ligt zo'n 250 kilometer ten zuidoosten van Isfahan op 31.92° noorderbreedte en 54.37° oosterlengte. In 2011 bedroeg de bevolking 486.000 personen.
In de tijd van Pahlavi I verhuisde een grote groep Koerden van de Gulbaghi-stam van het noorden van de provincie Koerdistan naar de stad Yazd en de steden Isfahan, Kashan en Nayin, en tegenwoordig zijn Koerden meer geassimileerde elementen in de bevolking van deze steden.

## Bezienswaardigheden
- Vrijdagmoskee van Yazd
- Amir Chakhmaq Moskee
- Yazd Atash Behram
- Zein-o-Din karavanserai

## Geboren
- Moshe Katsav (1945), president van Israël (2000-2007)

## Galerij

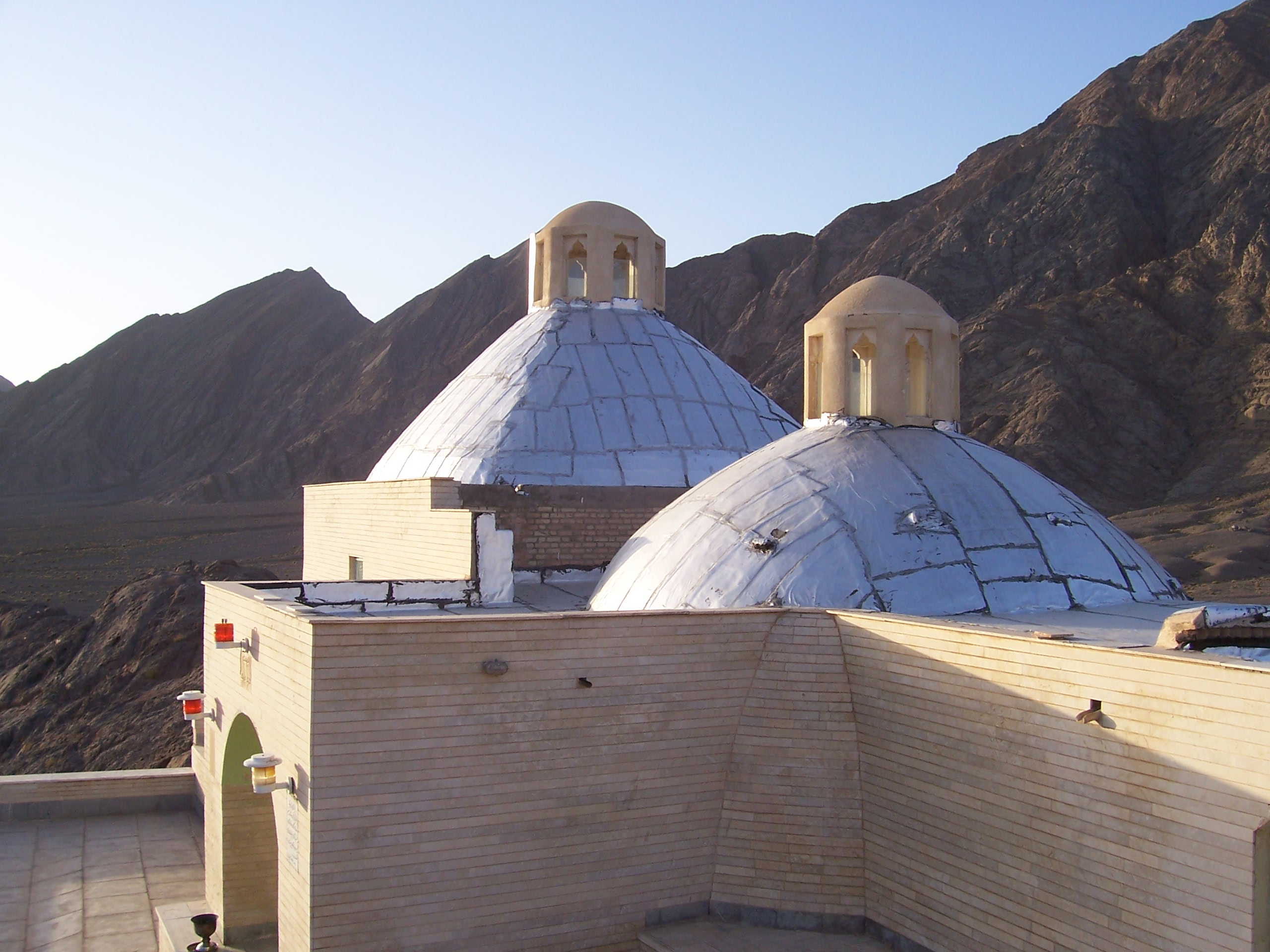
Pir-e Herisht, een zoroastrische heilige site nabij Ardakan
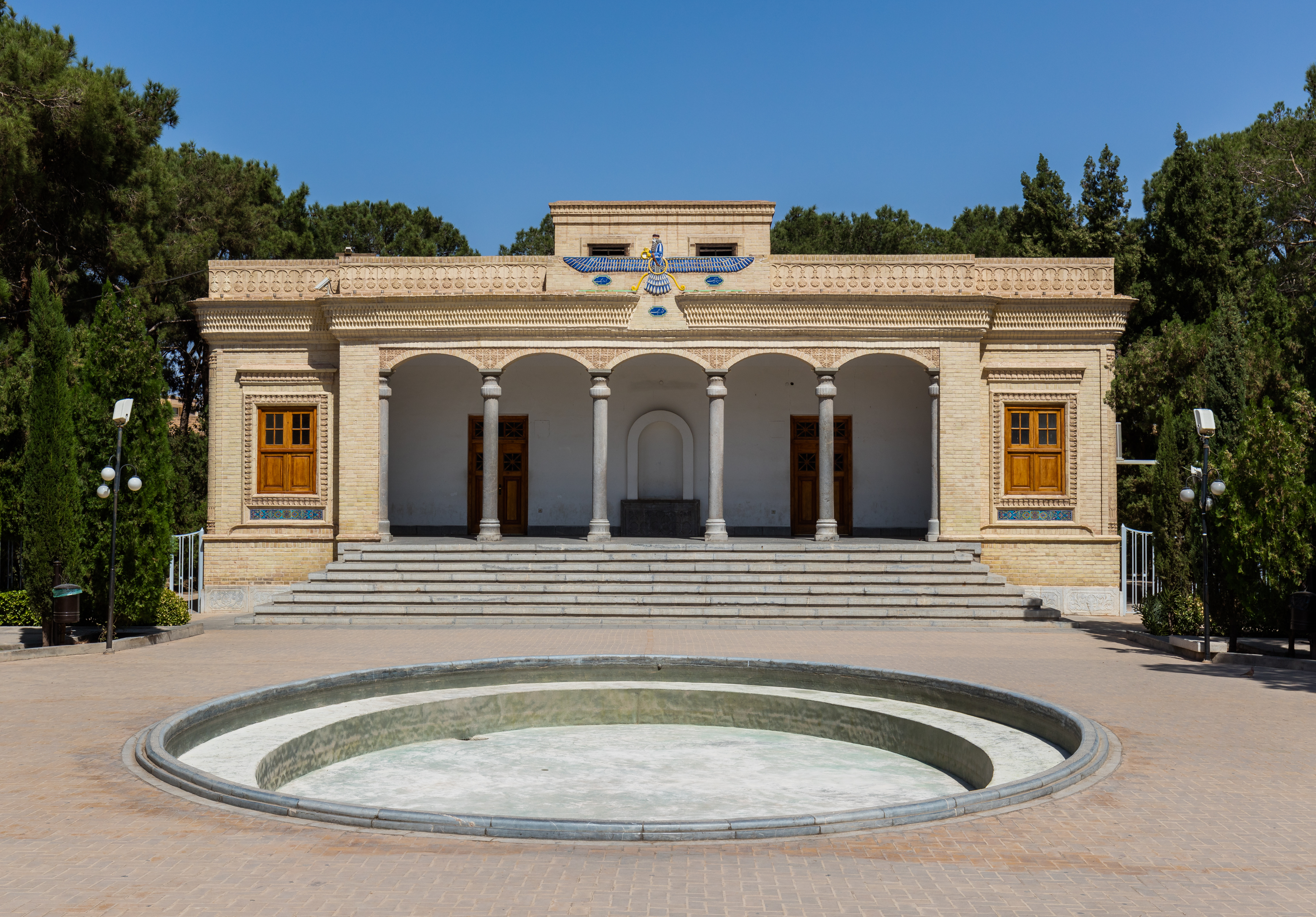
Yazd Atash Behram, een zoroastrische vuurtempel
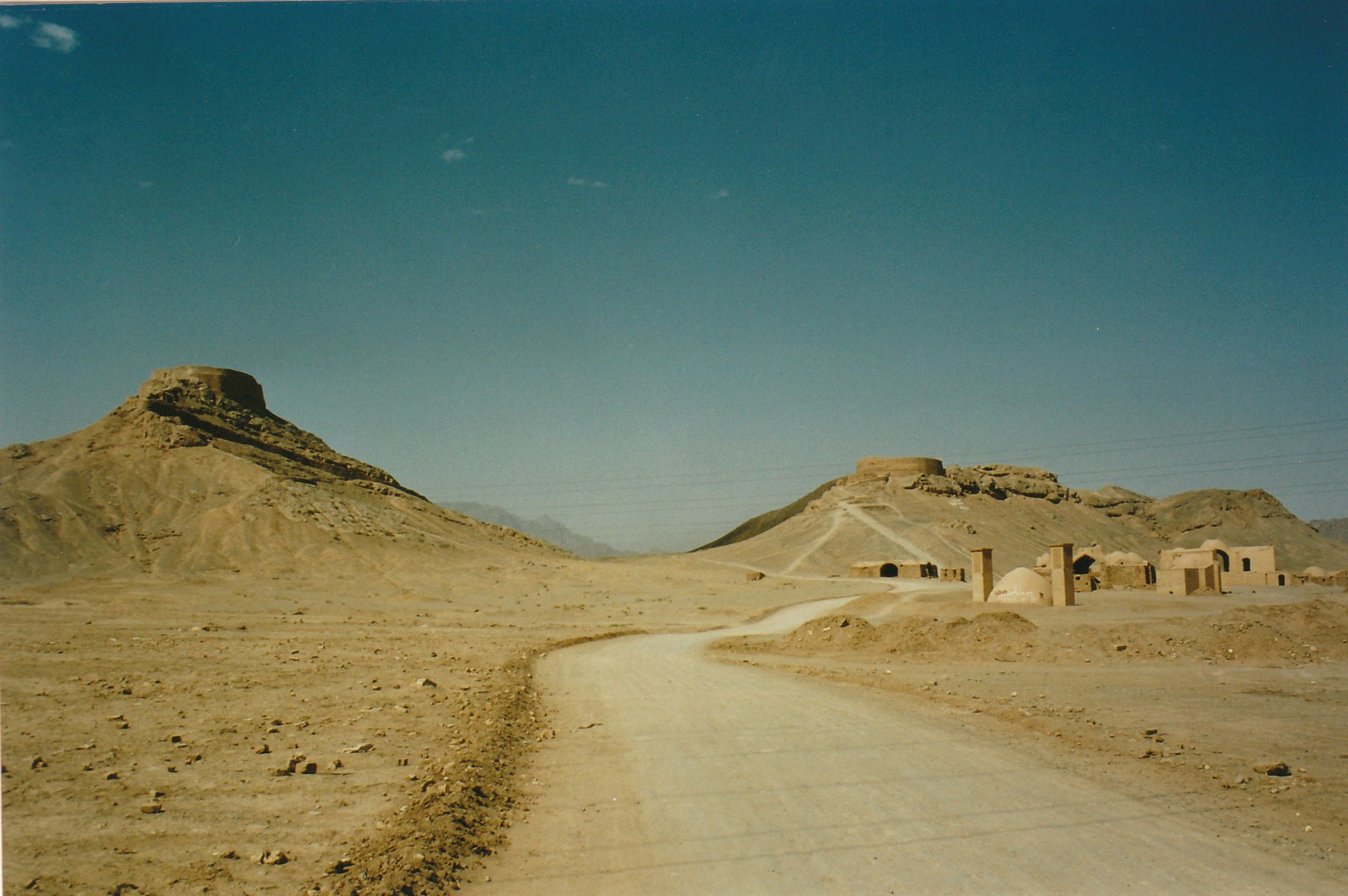
Zoroastrische stiltetorens, net buiten Yazd

- Gemeinsame Normdatei: 1051177-5
- Library of Congress Control Number: n84044193
- MusicBrainz: 4a79589a-350c-4e2c-adcf-87cab4dff521
- Nationale Bibliotheek van Tsjechië: ge172659
- Nationale Bibliotheek van Israël: 987007559952605171
- Système universitaire de documentation: 088767493
- Virtual International Authority File: 140766234

Chogha Zanbil · Persepolis · Plein van de Emam · Takht-e Soleyman · Pasargadae · Bam en zijn cultuurlandschap · Soltaniyeh · Behistuninscriptie · Armeense kloosterensembles in Iran · Historisch hydraulisch systeem van Shushtar · Khānegāh en heiligdom van sjeik Safi al-Din · Bazaar van Tabriz · Perzische tuin · Vrijdagmoskee van Isfahan · Gonbad-e Qabus · Golestanpaleis · Shahr-i Sokhta · Susa · Cultuurlandschap van Meymand · Het Perzisch qanat · Dasht-e Lut · Historische stad Yazd · Archeologisch landschap van de Sassaniden in de Farsstreek · Hyrcaanse bossen · Trans-Iraanse Spoorlijn · Cultuurlandschap van Hawraman/Uramanat  · Hegmataneh